# Parlamento de Nauru
El Parlamento de Nauru es el órgano unicameral que ostenta el poder legislativo del mencionado país.

## Presidente del Parlamento
El presidente del Parlamento es quién preside el órgano legislativo, es elegido por los mismos diputados. Este no debe votar en las mociones de confianza, ni postularse para las elecciones presidenciales.[cita requerida]